# Arjun Appadurai
Arjun Appadurai (Bombay, 4 febbraio 1949) è un antropologo statunitense, di origine indiana.

## Biografia
Nato in India, ma formato negli Stati Uniti, è considerato uno dei massimi esponenti degli studi postcoloniali. I suoi lavori, incentrati prevalentemente sulle riconfigurazioni culturali tipiche della modernità causate dai processi di globalizzazione e dall'avvento dei nuovi media, sono per certi versi assimilabili alla corrente detta Cultural studies. 
Egli parla della indigenizzazione, un processo per cui un oggetto o un comportamento proveniente dall'esterno viene tradotto nella cultura indigena e quindi viene introdotto nella situazione locale. 
Le sue riflessioni partono da studi di casi particolari, ad esempio ricerche etnografiche in villaggi Tamil nell'India meridionale postcoloniale o studi sugli ingegneri informatici di origine indiana della Silicon Valley, per giungere a considerazioni sui concetti di modernità e globalizzazione. La propria provenienza dalla moderna borghesia indiana e la migrazione come studente e poi come professore negli Stati Uniti sono altre esperienze utilizzate come spunto di riflessione.

## Teoria dei flussi culturali globali[1]
(Hannerz 1992, p. 166)
Le logiche sociali e le dinamiche culturali della mondializzazione si dispiegano attraverso diverse articolazioni spazio-temporali con differenti modalità di interazione e mediazione, per ridisegnare gruppi, singoli e i loro reciproci rapporti. Si è sentita quindi l'esigenza di reinventare un vocabolario antropologico partendo dal superamento dell'approccio caratterizzato da criteri della discontinuità e stabilità culturali. È emerso il progetto di una antropologia multi-situata che, abbandonando l'identificazione con il terreno come spazio delimitato e stabile, si dedicasse allo studio delle connessioni e delle ramificazioni. Questa antropologia multi-situata – come vera e propria strategia metodologica adeguata alla studio della globalizzazione – contribuisce a restituire un quadro di esperienze inedite di relazione, evidenziano interdipendenze e gerarchie in cui entrano in gioco una molteplicità di aspetti, oggi fondati sull'ineguale distribuzione di capitali culturali.
Questa caratterizzazione immateriale del modo di produzione prevalente del capitalismo avanzato – definito come cognitivo-finanziario – si nutre della disponibilità di un flusso comunicativo e mediatico rispetto a cui si manifestano diverse modalità di appropriazione indubbiamente creative. La pervasività dei media (insieme alle migrazioni di massa - individuali e collettive - o alla produzione globale dei linguaggi e delle tecnologie) costituiscono tutti fattori che determinano esperienze inedite dell'identità e della cultura, in primo luogo nella produzione di nuovi ambiti dell'immaginazione.
Arjun Appadurai, nel 1996, ha tentato di definire questi aspetti analizzando il “relativo disancoramento della produzione di valori, simboli e identità dal legame con i territori e con i confini delle diverse realtà nazionali”, individuando come aspetto saliente dei flussi culturali nell'economia del sistema-mondo globale – di derivazione marxista ma di orizzonte ben più ampio – la configurazione di almeno cinque nuovi scenari (letteralmente, landscapes, ovvero panorami):
1. etnorami (ethnoscapes): migrazioni e "diaspore" umane;
2. mediorami (mediascapes): flusso dei simboli;
3. tecnorami (technoscapes): movimento delle tecnologie;
4. finanziorami (finanscapes) : movimento del denaro;
5. ideorami (ideoscapes): flussi di idee.

In quest'ottica, ad esempio, i film di Bollywood possono essere considerati come mediascapes consumati dai soggetti dell'ethnoscapes indiana. Questi differenti scenari, comunque, sono declinati dalle contingenze storiche tramite diverse mediazioni (stato, politica, gruppi sociali, movimenti) e si propongono all'attore sociale come elementi primi di combinazioni in rapporto a cui egli struttura attivamente la sua esperienza del mondo e il suo immaginario che, secondo Appadurai, è assolutamente centrale nel flusso dinamico della globalizzazione.
(Appadurai, 1996)
Questa teoria dei flussi culturali globali disegna un modello complesso, non riducibile a una metafora meccanica e anzi aperto tanto alle dimensioni locali quanto alla caoticità. Le relazioni tra flussi che si creano e disarticolano dipendono dal contesto concreto, che in qualche modo seleziona e determina relazioni di causa-effetto su scala locale: i fenomeni del lavoro o dei movimenti finanziari o flussi mediatici certamente interagiscono, ma lo fanno non in nome di uno schema prefissato, quanto piuttosto secondo circostanze locali.
Per Appadurai alcuni fenomeni che possono essere considerati come fenomeni della globalizzazione si rivelano, in un certo qual senso, come fenomeni di indigenizzazione. Soggetti de-territorializzati come i migranti si costruiscono identità contingenti, generando paradossali condizioni di etnicità:
(Appadurai, 1990, p.302)
Nonostante ciò, quello che si evince dagli studi di Appadurai sulla globalizzazione è che l'antropologia del contemporaneo non ha dunque bisogno di un nuovo macrosistema globale, quanto piuttosto dell'elaborazione di concetti che consentano di analizzare queste dimensioni; da qui proprio l'obiettivo del lavoro dell'antropologo indiano: mettere a disposizione un «vocabolario tecnico ragionevolmente economico» come base di partenza per un'analisi del globale ancora tutta da fare.

## Opere
- Modernità in polvere, Raffaello Cortina Editore, 2012, ISBN 978-88-6030-448-3 (cerca su Google Books); prima ed. italiana fuori commercio, Meltemi Editore, 2001, ISBN 978-88-8353-060-9 (cerca su Google Books)
- Sicuri da morire, Meltemi Editore, 2005, ISBN 88-8353-233-3 (cerca su Google Books)
- Il Futuro come fatto culturale (ed. italiana a cura di Ugo Fabietti), Raffaello Cortina Editore, 2014, ISBN 978-88-6030-643-2 (cerca su Google Books)